# Едвард Волтер Вілтон III
Едвард Волтер Вілтон III (2001—2023) — український військовий, американець українського походження, доброволець, солдат Інтернаціонального легіону.

## Життєпис
Народився 23 березня 2001 в місті Маріанна, штат Флорида, США. Прапрадід Едварда — Михайло Арсенич походить з гуцульського села Космач, що на Івано-Франківщині. Емігрував до Америки на початку XX століття.
Приблизно три-чотири місяці він навчався у школі на спеціаліста з невідкладної медичної допомоги, але так і не завершив підготовку в армії США.
10 квітня 2022 прилетів до Польщі. 12 або 13 квітня 2022 перетнув українсько-польський кордон і з того часу воював за Україну. Долучився до лав Інтернаціонального легіону ЗСУ. Служив у 1-му батальйону, роті «Браво», був одним з наймолодших у своєму підрозділі.

## Загибель
Загинув унаслідок російського артилерійського обстрілу від уламкового поранення біля села Новоселівське Луганської області. Це сталося вночі під час того, як бійці виходили на позицію.
Брав участь у складних бойових операціях, за що отримав орден «За мужність» ІІІ ступеня.
В селі Космач звідки його прапрадід Михайло Арсенич, котрий емігрував в США, біля могили січових стрільців відкрили меморіальну дошку. На відкритті був присутній батько Едварда — Едвард Вілтон молодший.